# Ca l'Esteve (Cornudella de Montsant)
Ca l'Esteve és una obra del municipi de Cornudella de Montsant (Priorat) inclosa en l'Inventari del Patrimoni Arquitectònic de Catalunya.

## Descripció
Casa de planta baixa, pis i golfes, amb balcons a nivell de l'entresòl i del primer pis. La construcció és de paredat. Malgrat que presenta una certa uniformitat, la construcció té una sèrie d'elements heteròclites, com una finestra baixa amb llinda de fusta i la data de 1585, o d'altres finestres en una paret lateral que dona al carrer del Pilar, clarament anteriors a l'aspecte actual global de la construcció. Els balcons presenten llindars de pedra, igual que la porta. Aquesta és decorada amb dues falses columnes, una per banda, amb un capitell a mitjana altura, emmarcant una porta d'altura considerable i amb arc de mig punt. Actualment la façana és en reconstrucció. A l'entrada de la casa, convertida en una mena de museu, hi ha un reixat datat del 1882.

## Història
És possible que la casa actual, bastida cap a la fi del segle xix, en moments anteriors a la fil·loxera, aprofités elements anteriors de la construcció precedent, tals com la paret del carrer del Pilar, i hom refés únicament la façana i part de l'interior. Actualment manquen les baranes dels balcons.